# Bernardon
Bernardon är en lustspelstyp, besläktad den tyske Hanswurst och uppfunnen av den populäre wienskådespelaren och teaterledaren Joseph Felix von Kurz, en av den klassiska improviserade teaterns sista representanter i Österrike.
Han skrev själv sina stycken, som efter huvudfiguren fick namnet "Bernardoniader".